# Александровка (Тербунский район)
Александровка — деревня в Тербунском районе Липецкой области России. Входит в состав Кургано-Головинского сельсовета.

## География
Деревня находится в юго-западной части Липецкой области, в лесостепной зоне, в пределах Среднерусской возвышенности, на правом берегу реки Ольшанец, на расстоянии примерно 9 километров (по прямой) к северо-северо-западу (NNW) от села Тербуны, административного центра района. Абсолютная высота — 202 метра над уровнем моря.
Климат умеренно континентальный с теплым летом и умеренно морозной зимой. Годовое количество осадков — 450—500 мм. Средняя температура января составляет −9,5°, июля — +19,5°.
Часовой пояс
Деревня Александровка, как и вся Липецкая область, находится в часовой зоне МСК (московское время). Смещение применяемого времени относительно UTC составляет +3:00.

## Население
| 2009 | 2010 |
| ---- | ---- |
| 16   | ↗19  |

Гендерный состав
По данным Всероссийской переписи населения 2010 года в гендерной структуре населения мужчины составляли 31,6 %, женщины — соответственно 68,4 %.
Национальный состав
Согласно результатам переписи 2002 года, в национальной структуре населения русские составляли 100 % из 23 человек.